# 캐릭퍼거스구

캐릭퍼거스 구의 위치

캐릭퍼거스구(영어: Carrickfergus Borough, 아일랜드어: Buirg Charraig Fheargais)는 2015년까지 존재했던 북아일랜드의 옛 구였다. 행정 중심지는 캐릭퍼거스이며 면적은 82km2, 인구는 40,200명(2010년 기준), 인구 밀도는 491명/km2이다.

## 구 정보
- 행정 중심지: 캐릭퍼거스
- 면적: 82km2
- 인구: 40,200명 (2010년 기준)
- 인구 밀도: 491명/km2
- ISO 3166-2 코드: GB-CKF
- ONS 코드: 95V
- 종교 분포: 천주교 8.7%, 개신교 85.1%

## 같이 보기
- 북아일랜드의 행정 구역